# Armengol (Rouergue)
Armengol oder Ermengaud († nach Juli 935) aus dem Haus Toulouse war ein Sohn von Odo, Graf von Toulouse und Gersende. Sein Vater gab ihm 906 die Grafschaft Rouergue und das Quercy, wo er bis zu seinem Tod herrschte. Sein Bruder war Graf Raimund II. von Toulouse, mit dem gemeinsam er die umfangreichen Ländereien der Familie in der ersten Hälfte des 10. Jahrhunderts regierte.
In einer Schenkungsurkunde aus dem Jahr 930 zugunsten der Abtei Vabres trug er den Titel eines comes (Graf), in einer ähnlichen Urkunde zwei Jahre später tituliert er als princeps (Fürst), bezogen auf Gothien, ein Titel, der in seiner Familie im 10. Jahrhundert geführt wurde.
Er und sein Neffe Raimund III. huldigten gemeinsam mit dem Herzog von Gascogne dem französischen König, was aber die Einflussnahme der Krone auf den französischen Süden nicht eindämmte – König Rudolf und Ebalus, Herzog von Aquitanien kämpften gemeinsam gegen die Wikinger und wenig später gegen das Haus Toulouse im Kampf um die Oberherrschaft im Südwesten.
Armengol und seine Ehefrau Adelaida hatten mindestens zwei Söhne und zwei Töchter, wobei Urkunden andeuten, dass er neben seinen beiden Erben noch weitere Söhne hatte. Der älteste Sohn war Raimund I., der Rouergue erbte, der zweite war Hugo, der Quercy erhielt. Seine Tochter Richilde heiratete Suniario, Graf von Barcelona, seine Tochter Adelais dessen Bruder Sunifred II. Graf von Urgell.